# Hôtel de Beurges

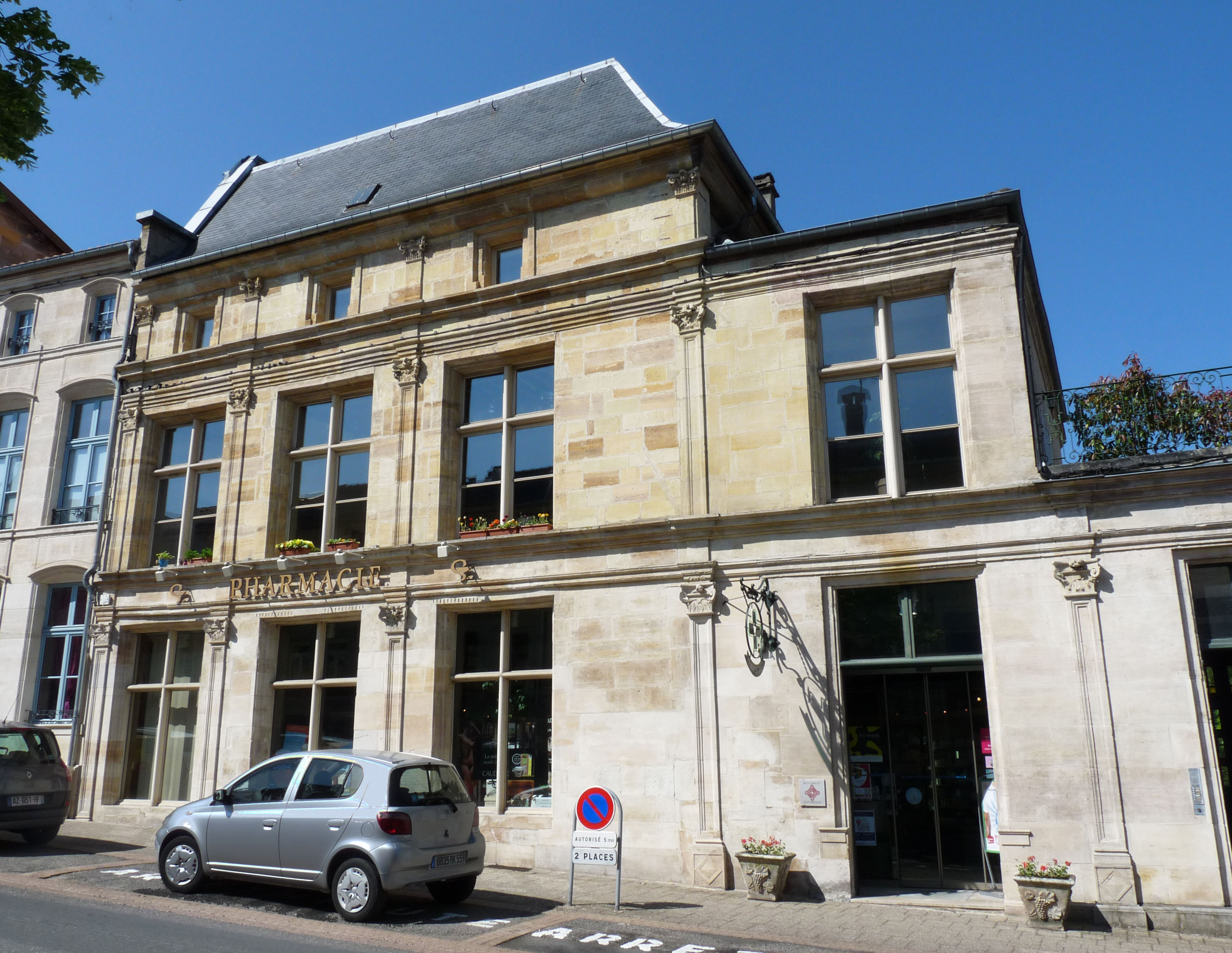
Hôtel de Beurges in Bar-le-Duc

Das Hôtel de Beurges (auch als Maison de la Gabbe bezeichnet) in Bar-le-Duc, einer französischen Stadt im Département Meuse in Lothringen, wurde Mitte des 16. Jahrhunderts errichtet. Das Hôtel particulier an der Rue des Ducs-de-Bar Nr. 37 wurde 1993 als Monument historique in die Liste der Baudenkmäler in Frankreich aufgenommen.
Die Fassade des zweigeschossigen Stadtpalastes im Stil der Renaissance wird durch Pilaster mit korinthischen Kapitellen gegliedert. 